# Hassan Abdel Ghani
Hassan Abdel Ghani (en arabe : حسن عبد الغني), anciennement connu sous le nom de Jalal al-Din al-Hamawi (en arabe : جلال الدين الحموي), est un militaire syrien, commandant des brigades Khalid ibn al-Walid et porte-parole du commandement des opérations militaires,. 